# Кемпа-Хваловська
Кемпа-Хваловська (пол. Kępa Chwałowska) — село в Польщі, у гміні Двікози Сандомирського повіту Свентокшиського воєводства.
У 1975-1998 роках село належало до Тарнобжезького воєводства.